# Pink Floyd: Live at Pompeii
Pink Floyd: Live at Pompeii koncertni je film iz 1972. u režiji Adriana Mabena. U filmu se prikazuje koncert britanskog rock-sastava Pink Floyda u pompejskom amfiteatru. Skupina svira pjesme koje je u to doba izvodila i na ostalim nastupima, ali na koncertu nema publike. Glavne snimke u samom amfiteatru i oko njega nastale su u četiri dana u listopadu 1971. Snimatelji su se služili uobičajenom koncertnom opremom skupine, između ostalog i prijenosnim osmokanalnim snimačem (zvuk je u postprodukciji poboljšan šesnaestokanalnim snimačem). Dodatne snimke snimljene u pariškom televizijskom studiju u prosincu te godine uvrštene su na izvornu inačicu filma iz 1972. Film je dvije godine poslije ponovno objavljen uz studijske snimke na kojima sastav snima pjesme za The Dark Side of the Moon te intervjue održane u Abbey Road Studiosu.
Film je naknadno više puta objavljen na VHS-u, a 2003. objavljena je redateljska verzija na DVD-u koja sadrži izvorne snimke iz 1971. i suvremenije snimke područja oko Pompeja. Godine 2025. u kinima je prikazana obnovljena inačica filma u 4K rezoluciji pod imenom Pink Floyd at Pompeii – MCMLXXII. Film je potaknuo brojne sastave na izradu vlastitih videozapisa ili snimanje koncerata bez publike.

## O filmu
Filmski producent Adrian Maben želio je spojiti umjetnička djela s glazbom Pink Floyda, pa se 1971. obratio Davidu Gilmouru i Steveu O'Rourkeu, menadžeru sastava, te je s njima razgovarao o izradi filma u kojem bi se uz glazbu skupine prikazivale fotografije slika Renéa Magrittea, Jeana Tinguelyja, Giorgia de Chirica i ostalih umjetnika. Pink Floyd već je imao iskustva sa snimanjem videozapisa nepovezanih s tipičnim rock-koncertima, među kojima je i snimka jednosatnog nastupa u KQED-ovu televizijskom studiju održana u travnju 1970., no skupina je odbila Mabenov prijedlog. Maben je početkom ljeta posjetio Napulj. Kad je posjetio Pompeje, izgubio je putovnicu i vratio se u tamošnji amfiteatar koji je posjetio ranije tog dana kako bi je pronašao. Dok je hodao po napuštenim ruševinama, zaključio je da bi tišina i zvukovi iz prirode dobro dopunili glazbu. Također je pomislio da bi snimanje sastava bez publike bila dobra reakcija na ranije filmove kao što su Woodstock i Gimme Shelter, u kojima je jednaka pozornost pridana izvođačima i gledateljima. Potom se obratio Ugu Carputiju, profesoru na napuljskom sveučilištu i obožavatelju Pink Floyda, koji je uspio nagovoriti mjesnu vlast da tog listopada radi snimanja zatvori amfiteatar na šest dana. Mogli su pristupiti amfiteatru nakon plaćanja „relativno visoke” pristojbe.

## Snimanje

### Pompeji
Izvedbe pjesama „Echoes”, „A Saucerful of Secrets” i „One of These Days” snimane su od 4. do 7. listopada 1971. O'Rourke je Mabenu donio demosnimke kako bi se mogao pripremiti za snimanje različitih kadrova, za što se pripremio noć uoči snimanja. Sastav je uglavnom samostalno birao pjesme za koncert, ali premda je Mabenu bilo jasno da u film mora uvrstiti pjesme s novog albuma Meddle, u film je također želio uklopiti pjesme „Careful with That Axe, Eugene” i „A Saucerful of Secrets” jer je smatrao da bi mu dobro pridonijele.
Skupina je izričito željela svirati uživo i sa sobom je ponijela regularnu koncertnu opremu. Peter Watts, roadie sastava, komentirao je da bi osmokanalni snimač mogao reproducirati zvuk usporediv s onim na studijskim snimkama. Prirodna jeka u amfiteatru osigurala je dobru akustiku za snimanje. Opremu je prenosio kamion koji je tri dana putovao od Londona do Pompeja. Kad je stigao, postalo je jasno da nema dovoljno struje kako bi oprema mogla pravilno funkcionirati. Taj je problem nekoliko dana otežavao snimanje, a riješili su ga tako što su povezali opremu s obližnjom gradskom vijećnicom kabelom od otprilike 750 metara.
Prvo su snimljeni kadrovi koji prikazuju članove sastava kako se šetaju Boscorealeom, a njima su pridružene snimke vulkanskog blata. Te su snimke pridružene snimkama pjesama „Echoes” i „Careful with That Axe, Eugene”. Skupina je zasebno snimala dijelove pjesama uživo i potom ih je povezala. Svaku je snimku zvuka zatim slušala sa slušalicama na ušima. Maben je zatvorio sve ulaze u amfiteatar, ali se u nj uspjelo provući nekoliko djece; dopustio joj je da promatraju snimanje u tišini i izdaleka.

### Pariz
Preostale su snimke nastajale u Studio Europasonoru u Parizu od 13. do 20. prosinca. U filmu se te snimke mogu prepoznati po tome što klavijaturist Richard Wright na njima nema bradu, a u Pompejima ima. U pariške snimke uvrštene su i snimke iz Boscorealea te arhivske snimke slapova, lave i raznih fotografija rimskih mozaika i crteža iz Nacionalnog arheološkog muzeja u Napulju kako bi se tematski slagale s ranijim snimkama iz Pompeja. Maben je također izradio dodatne snimke služeći se tehnikom prednje projekcije i uvrstio ih je između kadrova nastupa u Pompejima. Premda ni redatelj ni sastav nisu bili zadovoljni tim snimkama, zbog manjka vremena i novca morali su ih iskoristiti.
Tijekom snimanja u Parizu sastav je izjavio da želi snimiti izvedbu kraće blues-pjesme sa psom koji zavija – pjesme nalik na „Seamus” s Meddlea. Maben je poznavao Madonnu Bouglione, kćer direktora cirkusa Josepha Bouglionea, koja se redovito šetala Parizom sa psom po imenu Nobs. Nobs su potom odveli u studio i izradili su snimke za pjesmu „Mademoiselle Nobs”.
Maben je naknadno montirao pojedine konačne snimke kod kuće zbog financijskih ograničenja. Izjavio je da je požalio zbog toga jer je želio odvojiti posao od kućnog života, ali da tada nije imao izbora.

## Objava
Film je premijerno prikazan 2. rujna 1972. na Međunarodnom filmskom festivalu u Edinburghu. Ta inačica, koja traje sat vremena, prikazuje samo snimke s koncerta. Film se također trebao prikazati u Rainbow Theatreu u Londonu 25. studenoga 1972., no prikazivanje je u posljednji trenutak otkazao Rank Strand, vlasnik kazališta, jer nije imao certifikat Britanskog odbora za klasifikaciju filmova i mogao se steći dojam da se kazalište natječe s postojećim kinematografskim lancima.
Maben je smatrao da je film prekratak. Početkom 1973. pecao je s Watersom i predložio mu je da poboljšaju film snimanjem rada na pjesmama u studiju. Maben je potom s manjom ekipom ušao u Abbey Road Studios s kamerom i vrpcom širine 35 milimetara te snimio članove skupine kako snimaju pjesme za The Dark Side of the Moon. Također je zabilježio i intervjue s njima te trenutke u kojima su jeli i razgovarali u studijskoj kantini. Mabenu su se pogotovo svidjele te snimke jer je smatrao da dobro prikazuju njihov spontan smisao za humor.
Ta proširena inačica filma, koja traje 80 minuta, premijerno je prikazana 10. studenoga 1973. u Alouette Theatreu u Montrealu. Premijeru su djelomično organizirali George Ritter Films i Mutual Films. Bio je uspješan u Kanadi, a Billboard je izjavio da je film „u prvom tjednu u Montrealu bio toliko uspješan da se udvostručio broj naručenih postera”. Na američkom ga je tržištu distribuirao April Fools Films, tvrtka osnovana samo radi distribucije tog filma. Rana pokusna prikazivanja u SAD-u održala su se u travnju 1974., a film je premijerno prikazan u ostalim dijelovima države u ljeto te godine (katkad s kvadrofonskim miksom). Film je zaradio mnogo novca u SAD-u; BoxOffice izvijestio je da je do listopada 1974. zaradio više od 2 milijuna dolara.
Mason je izjavio da film nije bio financijski uspješan premda se Maben ne slaže s njim. Filmu je pogotovo naštetilo to što ga je zasjenila objava The Dark Side of the Moona nedugo nakon premijere. Nekoliko je puta objavljen u raznim videoformatima.
Redateljska inačica filma objavljena je 2003. i sadrži sve izvorne snimke osim kraćeg instrumentalnog uvoda „Pompeii” i studijskih snimki izrađenih tijekom rada na pjesmi „On the Run”. Također sadrži i pojedine snimke svemirskog programa Apollo te dodatnu inačicu filma koja traje sat vremena. Na toj se inačici pojavljuje i otprilike deset minuta crno-bijelih snimki izrađenih 1971. u pariškom Studio Europasonoru koje, poput snimki iz Abbey Roada, prikazuju članove sastava kako jedu i rade u studiju te razgovore s njima. Te je snimke Maben zabilježio vlastitom kamerom na vrpcu od 16 milimetara. Godine 2013. obnovio ih je i ponovno montirao te ih je uklopio u 52-minutni dokumentarni film Chit-Chat with Oysters. Taj je dokumentarac izvorno prikazan te godine na filmskom festivalu Toute la mémoire du monde.
Obnovljena verzija filma u 4K rezoluciji prikazana je u određenim kinima u travnju 2025. pod novim naslovom Pink Floyd at Pompeii – MCMLXXII. Do 27. travnja zaradio je 6 497 252 dolara
(2 620 076 u SAD-u) i dosegao je deseto mjesto na američko-kanadskom popisu najgledanijih filmova u kinima krajem travnja. Film je na dan premijere zaradio 3 034 432 dolara diljem svijeta (u SAD-u je zaradio 1 297 249 dolara).
Koncertni album Pink Floyd at Pompeii – MCMLXXII, koji sadrži glazbu iz najnovije inačice filma, objavljen je 2. svibnja 2025. To je prvi službeno objavljeni koncertni album koji sadrži snimke pjesama izvedenih u filmu. Remiksao ga je Steven Wilson. Osim što je objavljena na CD-u i u digitalnoj inačici, glazba iz filma prvi je put objavljena na gramofonskoj ploči, a usto je i prilagođena formatu prostornog zvuka Dolby Atmos.

## Recenzije
Mabena su naročito obradovale pozitivne recenzije koje je film dobio nakon prvog prikazivanja na Međunarodnom filmskom festivalu u Edinburghu, ali ga je razočarao osvrt njujorškog kritičara, koji je za film izjavio da zvuči „kao da nešto veličine mrava puže oko velikih pompejskih blaga”.
Osvrnuvši se na izdanje filma iz 1974., Audience je komentirao da je posrijedi „zgodna vizualna produkcija”. The Hollywood Reporter nazvao ga je „strukturno uobličenim konceptom koji govori za sebe te nadilazi snimljeni rock-koncert”. Gene Siskel dao mu je tri zvjezdice od njih četiri u recenziji za Chicago Tribune i napisao je: „Razgovori s Pink Floydom previše su nasumični da bi bili iole značajni; ostaje nam glazba, koja je iznimno dobra.” S druge strane, Billboard  je u manje naklonjenu osvrtu izjavio da film izgleda zastarjelo te da je „dosadan, nemaštovit i nekvalitetan; osiromašuje viziju Pink Floyda”. Lawrence Van Gelder u recenziji za The New York Times komentirao je da je film „članak iz obožavateljskog časopisa prerušen u film”. Dodao je da su „junaci često u krupnim planovima, a tu je i nevidljivi voditelj intervjua koji se povremeno raspituje ili dijeli mišljenje o opremi ili usklađenosti članova skupine te mu odgovara što god mu oni odvrate”.
Međutim, novije su recenzije naklonjenije filmu. Faye Zuckerman osvrnula se na izdanje filma iz 1984. u recenziji za Billboard i, premda joj se nisu toliko svidjele snimke iz kantine u Abbey Roadu, zaključila je da je ta inačica „uvjerljivo bolja od većine ostalih koncertnih filmova”. Osvrnuvši se na redateljevu inačicu filma, Richie Unterberger rekao je da se film odlikuje „prvoklasnom kinematografijom” i da je „neporecivo dojmljiv”, a Peter Marsh, koji je napisao recenziju o toj verziji za BBC, izjavio je da mu je to „najdraži koncertni film svih vremena” premda su ga se novije računalno generirane slike lošije dojmile.

## Odbačene snimke
Zbog manjka vremena za izradu filma nije snimljena ni jedna dosad neobjavljena pjesma, ali zato je u Archives du Film du Bois D'Arcyju nedaleko od Pariza snimljeno nekoliko različitih inačica pjesama i izrezanih snimki. Zaposlenik MHF Productionsa, tvrtke koja je posjedovala taj prostor, u jednom je trenutku zaključio da su te snimke bezvrijedne i spalio je svih 548 primjeraka izvornih negativa širine 35 milimetara. Mabena je naročito razočarao manjak dodatnih snimki za pjesmu „One of These Days”, koja je u objavljenoj inačici filma uglavnom Masonovo samostalno djelo. Mason je izjavio da je tako zato što su tijekom montaže izvorne inačice filma izgubili filmsku vrpcu na kojoj su snimljeni ostali članovi skupine.

## Popis pjesama

### Pjesme u prvoj verziji filma (1972.)
1. „Pompeii”[30]
2. „Echoes, Part 1”[31]
3. „Careful with That Axe, Eugene”[32]
4. „A Saucerful of Secrets”[33]
5. „One of These Days”[34]
6. „Set the Controls for the Heart of the Sun”[35]
7. „Mademoiselle Nobs”[36]
8. „Echoes, Part 2”[37]

### Pjesme na inačici iz 1974.
1. „Pompeii”
2. „Echoes, Part 1”
3. „On the Run” (snimke iz studija)
4. „Careful with That Axe, Eugene”
5. „A Saucerful of Secrets”
6. „Us and Them” (snimke iz studija)
7. „One of These Days”
8. „Set the Controls for the Heart of the Sun”
9. „Brain Damage” (snimke iz studija)
10. „Mademoiselle Nobs”
11. „Echoes, Part 2”[38]

### Pjesme na DVD izdanju iz 2003.
1. „Echoes, Part 1”
2. „Careful with That Axe, Eugene”
3. „A Saucerful of Secrets”
4. „Us and Them” (snimke iz studija)
5. „One of These Days”
6. „Mademoiselle Nobs”
7. „Brain Damage” (snimke iz studija)
8. „Set the Controls for the Heart of the Sun”
9. „Echoes, Part 2”[39]

### Pjesme na izdanju iz 2016.
Ova je inačica dio box seta The Early Years 1965–1972 i manjeg seta 1972: Obfusc/ation.
1. „Careful With That Axe, Eugene”
2. „A Saucerful Of Secrets”
3. „One of These Days”
4. „Set the Controls for the Heart of the Sun”
5. „Echoes”

### Pjesme na koncertnom albumuPink Floyd at Pompeii – MCMLXXII(2025.)
1. „Pompeii Intro”
2. „Echoes, Part 1”
3. „On the Run” (snimke iz studija)
4. „Careful with That Axe, Eugene”
5. „A Saucerful of Secrets”
6. „Us and Them” (snimke iz studija)
7. „One of These Days”
8. „Set the Controls for the Heart of the Sun”
9. „Brain Damage” (snimke iz studija)
10. „Mademoiselle Nobs”
11. „Echoes, Part 2”

## Zasluge
Prema popisu zasluga u filmu.
Pink Floyd
- Roger Waters – bas-gitara, ritam-gitara na pjesmi „Mademoiselle Nobs”, gong, činele, vriskovi i naracija na pjesmi „Careful with That Axe, Eugene”, glavni vokal na pjesmi „Set the Controls for the Heart of the Sun”, dodatni glasovir na pjesmi „Echoes”
- David Gilmour – [glavna gitara, slide-gitara, usna harmonika na pjesmi „Mademoiselle Nobs”, glavni vokal na pjesmi „Echoes”, vokal na pjesmama „Careful with That Axe, Eugene” i „A Saucerful of Secrets”, dodatni vokal na pjesmi „Set the Controls for the Heart of the Sun”
- Richard Wright – Hammondove orgulje, Farfisine orgulje, glasovir, glavni vokal na pjesmi „Echoes”, VCS 3 na pjesmi „Pompeii”
- Nick Mason – bubnjevi, udaraljke, vokal na pjesmi „One of These Days”

Produkcija
- Adrian Maben – režija
- Willy Kurant – kinematografija
- Gábor Pogány – kinematografija
- Claude Agostini – kamera
- Jacques Boumendil – kamera
- Henri Czap – kamera
- Gérard Hameline – kamera
- Charles Rauchet – zvuk
- Peter Watts – zvuk
- Marie-Noel Zurstrassen – scenarij
- Chris Adamson – vođa turneje
- Robert Richardson – vođa turneje
- Brian Scott – vođa turneje
- Marc Laurore – asistent režije
- Leonardo Pescarolo – asistent režije
- Hans Thorner – asistent režije
- José Pinheiro – montaža
- Marie-Claire Perret – pomoć pri montaži
- Paul Berthault – miksanje zvuka
- Michel François – posebni efekti
- Michel Y Gouf – posebni efekti
- Auditel – postprodukcija
- Eclair – postprodukcija
- Europasonor – postprodukcija
- Michèle Arnaud – koproducent
- Reiner E. Moritz – koproducent
- Steve O'Rourke – izvršni producent

## Utjecaj
Hip-hop-sastav Beastie Boys snimio je glazbeni spot za pjesmu „Gratitude” koji odaje počast filmu. Snimio ga je David Perez na Novom Zelandu; osim što se u njemu također prikazuju spori horizontalni pokretni kadrovi, snimke bubnjeva iz zraka, snimke bas-gitare izbliza i višestruke snimke gitare u istom kadru, u spotu se pokazuju i zvučnici koje je sastav uspio otkupiti, a na kojima piše „Pink Floyd, London”. Na kraju spota pojavljuje se poruka „Ovaj je spot posvećen uspomeni na sve ljude koji su umrli u Pompejima.”. Članovi Beastie Boysa izjavili su da su snimili pjesmu i spot jer su u svoj repertoar htjeli dodati starija glazbala i stariju opremu za reprodukciju zvuka i tako dodatno razviti svoj stil.
Metal-sastav Korn snimio je sličan nastup u lipnju 2010. kojim je podržao deveti studijski album Korn III: Remember Who You Are. Na tom koncertu, koji se održao u krugu u žitu u kalifornijskom gradu Bakersfieldu, također nije bilo publike. Nastup je objavljen pod imenom Korn Live: The Encounter.
Članovi Radioheada veliki su ljubitelji filma i često su ga gledali na turnejama. Basist Colin Greenwood izjavio je da je njegov brat Jonny natjerao cijelu skupinu da odgleda film i rekao da bi „ovako trebali snimati spotove”. Međutim, Colin se usprotivio toj ideji; izjavio je da u filmu „Dave Gilmour sjedi na dupetu i svira gitaru, a Roger Waters ima dugu, masnu kosu, nosi sandale i prašnjave trapezice, tetura, pokupi veliku palicu i mlati gong. Smiješno.”
U lipnju 2016. Gilmour se vratio u amfiteatar u kojem je snimljen film i ondje je održao dva koncerta u sklopu turneje Rattle That Lock Tour. Ondje je proglašen počasnim građaninom Pompeja. Ti su koncerti snimljeni i potom objavljeni 2017. pod naslovom Live at Pompeii. Nick Mason također se vratio u Pompeje u srpnju 2023.; ondje je sa svojom skupinom Nick Mason's Saucerful of Secrets, koja izvodi pjesme Pink Floyda objavljene prije The Dark Side of the Moona, održao koncert u Velikom kazalištu u Pompejima. Ondje je proglašen počasnim građaninom Pompeja.

## Vanjske poveznice
- Pink Floyd: Live at Pompeii na IMDb-u